# Cryptophiale pusilla
Cryptophiale pusilla är en svampart som beskrevs av McKenzie 1993. Cryptophiale pusilla ingår i släktet Cryptophiale, divisionen sporsäcksvampar och riket svampar.   Inga underarter finns listade i Catalogue of Life.